# Вимпфен, Максимилиан фон
Барон Максимилиан Александр фон Вимпфен (нем. Maximilian Alexander Freiherr von Wimpffen; 19 февраля 1770, Мюнстер, — 29 августа 1854, Вена) — австрийский военный деятель, генерал-фельдмаршал (1844 год).

## Биография
Сын фельдмаршал-лейтенанта Франца Георга Зигмунда фон Вимпфена (1735—1816) и его супруги — баронессы Жюлианы Терезы фон Бёселагер.
С 11 лет учился в Терезианской академии.
С 1 ноября 1786 года как кадет служил в пехоте. В следующем году был в чине прапорщика в 19-м пехотном полку. С 1788 года — младший лейтенант, с 1789 — поручик.
Участник в составе австрийских войск в русско-турецкой войне 1787—1791 годов.
В 1791 году фон Вимпфен участвовал во вторжении австрийских войск в Нидерланды, где в битве при Неервиндене (18 марта 1793 года) был ранен и попал в плен. В 1794 году он принял участие в битве при Ландреси и в следующем году был переведен в Италию, где в ноябре участвовал в битве при Лоано.
В 1796 году он стал членом Генерального штаба в звании капитана. Сыграл заметную роль в австрийской победе над Андре Массена в марте 1799 года. Вимпфен был тяжело ранен, но отказался от госпитализации и продолжил бой.
Затем служил адъютантом главнокомандующего Генриха фон Бельгарде.
После окончания Войны второй коалиции получил должность адъютанта в созданной службе Внутреннего австрийского военного командования (1803) и был произведен в полковники (1805).
Принимал участие в Войне третьей коалиции, участвовал в сражении при Аустерлице 2 декабря 1805 года, где был тяжело ранен. За это сражение был удостоен Военного ордена Марии-Терезии и должность генерал-адъютанта эрцгерцога Карла Тешенского (1806).
С 26 апреля 1809 года — генерал-майор, с 7 мая по 22 августа 1809 года — начальник штаба и генерал-квартирмейстер Генерального штаба. После заключения 14 октября 1809 года Шенбруннского мира — получил место бригадира в Богемии, затем в 1810 году — в Польше и в Трансильвании.
В 1812 году Вимпфен служил в составе резервного корпуса в Польше. С 2 сентября 1813 года — фельдмаршал-лейтенант, командир дивизии 1-го корпуса Богемской армии князя Шварценберга, сражался при Лейпциге. В течение кампании 1814 года сражался в Шампани против маршала Ожеро, отличился при Труа, Лимоне, Лионе и Арси-сюр-Об.
С августа 1814 по ноябрь 1820 года — главнокомандующий в Силезии. В октябре 1815 года возглавил австрийский корпус, направленный во Францию. В 1820 году служил в штабе корпуса графа Фримона в Неаполе, с января 1821 по март 1824 года — главнокомандующий в Венеции, затем исполнял обязанности генерал-квартирмейстера Генерального штаба.
С 21 октября 1830 года — генерал-фельдцейхмейстер, главнокомандующий в Зальцбурге, 4 декабря 1844 года — фельдмаршал, с 18 декабря этого же года — капитан телохранителей лейб-гвардии.
Умер 29 августа 1854 года в Вене.

## Награды
- Орден Золотого руна (05.12.1852)[2]
- Командор Военного ордена Марии Терезии (1809)[2]
- Рыцарь Военного ордена Марии Терезии (апрель 1806)[2]
- Армейский крест 1813/14
- Орден Людвига (Великое герцогство Гессен, 1821)
- Константиновский орден Святого Георгия (Пармское герцогство, 1828)
- Орден Святой Анны 1-й степени (Российская империя, 03.08.1814)[3]